# Liste der Kulturgüter in Utzenstorf
Die Liste der Kulturgüter in Utzenstorf enthält alle Objekte in der Gemeinde Utzenstorf im Kanton Bern, die gemäss der Haager Konvention zum Schutz von Kulturgut bei bewaffneten Konflikten, dem Bundesgesetz vom 20. Juni 2014 über den Schutz der Kulturgüter bei bewaffneten Konflikten sowie der Verordnung vom 29. Oktober 2014 über den Schutz der Kulturgüter bei bewaffneten Konflikten unter Schutz stehen.
Objekte der Kategorie A und B sind vollständig in der Liste enthalten, Objekte der Kategorie C fehlen zurzeit (Stand: 29. April 2024). Unter übrige Baudenkmäler sind geschützte Objekte zu finden, die im Bauinventar des Kantons Bern als «schützenswert» verzeichnet sind.

## Kulturgüter
| Foto | | Objekt                                                                  | Kat. | Typ | Standort                                                     | Beschreibung |
| ---- | -------------------------------------------------------------------------------------------------- | ----------------------------------------------------------------------- | ---- | --- | ------------------------------------------------------------ | --- |
| ja   | Datei hochladen · Wikidata zu Schloss Landshut (Q452935)                                           | Schloss Landshut KGS-Nr.: 01307                                         | A    | G   | Schlossstrasse 15, 17, 19, 19a, 19b, 19c, 21 608344 / 220715 | Das in den Jahren 1624 bis 1630 erbaute Schloss entstand anstelle einer Burg aus dem 13. Jahrhundert und ist ein massiver renaissance-gotischer Bau unter Viertelwalmdach. Die mit Lisenen eingefasste ostseitige Front ist mit einer geschweiften Ründe überfangen, die Südseite wurde 1812–15 zu einer Gartenfassade umgestaltet. An der Nordfassade steht ein sechseckiger Treppenturm unter Spitzhelm. |
| BW   | Datei hochladen · Wikidata zu Bürglenhubel, neolithische Höhensiedlung (Q19362735)                 | Bürglenhubel KGS-Nr.: 09582                                             | A    | F   | Burgerwald 610900 / 220050                                   | Vermutlich neolithisches Erdwerk mit Wohngrube und Silices. |
| ja   | Datei hochladen · Wikidata zu Gasthof Bären (Q110072176)                                           | Gasthof Bären KGS-Nr.: 09774                                            | A    | G   | Hauptstrasse 18 609011 / 219786                              | Der 1816 erbaute Gasthof ist ein vorzüglicher barocker Putzbau unter geknicktem Walmdach mit reicher Sandsteingliederung. Das Sockelgeschoss ist mit markanten Strebepfeilern und Stichbogeneingängen unterteilt, während gefugte Ecklisenen und darüber verkröpfte Gurt- bzw. Dachgesimse die oberen Geschosse gliedern. An der Nordfassade steht eine zweiarmige Freitreppe aus Kalkstein. |
| ja   | Datei hochladen · Wikidata zu Reformierte Kirche mit ehemaligem Beinhaus und Pfarrhaus (Q29675725) | Reformierte Kirche mit ehemaligem Beinhaus und Pfarrhaus KGS-Nr.: 01309 | B    | G   | Gotthelfstrasse 9, 9a und 17 608992 / 219536                 | Im Kern aus dem 11./12. Jahrhundert stammendes romanisches Kirchengebäude, ab dem 13. Jahrhundert im gotischen Stil erweitert. Die in mehreren Etappen entstandene Saalkirche unter Satteldach schliesst ostseitig mit einem eingezogenen Polygonalchor ab. Der 1457 erbaute, mit Wappenreliefs geschmückte Kirchturm wurde 1925 um ein Geschoss erhöht. In der südwestlichen Ecke steht das um 1500 erbaute Beinhaus, ein aussergewöhnlicher kleiner Putzbau unter Satteldach mit südseitigem Gerschild. Es ist eines der wenigen Gebäude dieser Art im Kanton Bern. An der Nord und Ostseite befinden sich Rundbogenöffnungen mit festonierten, teilweise orange-schwarz bemalten Tuffsteingewänden. Die Bogenöffnungen sind mit Schmiedeeisengittern geschlossen. In der Nähe an der Gotthelfstrasse 17 steht das 1727/28 erbaute Pfarrhaus, ein barocker Putzbau unter geknicktem Vollwalmdach mit Lukarnen. |

## Übrige Baudenkmäler
Hinweis: Anstelle der KGS-Nummer wird als Objekt-Identifikator (ID) die Grundstücksnummer verwendet.
| ID   | Foto |                 | Objekt                                         | Typ | Standort                               | Beschreibung |
| ---- | ---- | --------------- | ---------------------------------------------- | --- | -------------------------------------- | --- |
| 2    | BW   | Datei hochladen | Stöckli (1857)                                 | G   | Aefligenstrasse 1 609307 / 219036      | |
| 10   | BW   | Datei hochladen | Speicher (1781)                                | G   | Oberdorfstrasse 4b 609147 / 219529     | |
| 32   | ja   | Datei hochladen | Speicher (1762)                                | G   | Unterdorfstrasse 17a 608971 / 220179   | |
| 70   | BW   | Datei hochladen | Speicher (1762)                                | G   | Oberdorfstrasse 71 609425 / 218863     | |
| 117  | BW   | Datei hochladen | Ofenhaus-Speicher (1728)                       | G   | Gotthelfstrasse 17a 608855 / 219550    | |
| 122  | BW   | Datei hochladen | Wohnhaus (um 1900)                             | G   | Landshutstrasse 29 608496 / 220348     | |
| 137  | BW   | Datei hochladen | Speicher (1735/36)                             | G   | Oberdorfstrasse 18 609227 / 219484     | |
| 171  | BW   | Datei hochladen | Bauernhaus (1779)                              | G   | Eystrasse 20 608561 / 219352           | |
| 207  | BW   | Datei hochladen | Bauernhaus (17. Jh.)                           | G   | Gotthelfstrasse 32 608774 / 219569     | |
| 218  | BW   | Datei hochladen | Ehemaliges Schulhaus (1859)                    | G   | Gotthelfstrasse 8 609005 / 219617      | |
| 221  | BW   | Datei hochladen | Ehemaliger Spittel (1782)                      | G   | Stockhornweg 3 608132 / 219343         | |
| 311  | BW   | Datei hochladen | Bauernhaus (um 1800)                           | G   | Oberdorfstrasse 26 609287 / 219332     | |
| 311  | BW   | Datei hochladen | Stöckli (1. Hälfte 19. Jh.)                    | G   | Oberdorfstrasse 28 609311 / 219320     | |
| 311  | BW   | Datei hochladen | Ofenhaus/Stöckli/Speicher (1. Viertel 19. Jh.) | G   | Oberdorfstrasse 30b 609268 / 219313    | |
| 439  | BW   | Datei hochladen | Wirtschaft Schloss Landshut (1809–1812)        | G   | Landshutstrasse 27 608496 / 220348     | |
| 460  | BW   | Datei hochladen | Bauernhaus (17. Jh.)                           | G   | Turnweg 1 608980 / 219488              | |
| 520  | ja   | Datei hochladen | Ehemaliges Bauernhaus (1801)                   | G   | Unterdorfstrasse 1 608998 / 219983     | |
| 522  | BW   | Datei hochladen | Speicher (1766)                                | G   | Unterdorfstrasse 12 608998 / 220149    | |
| 574  | BW   | Datei hochladen | Bauernhaus (1789/90)                           | G   | Oberdorfstrasse 41 609355 / 219170     | |
| 574  | BW   | Datei hochladen | Stöckli (1810)                                 | G   | Oberdorfstrasse 41a 609383 / 219151    | |
| 582  | BW   | Datei hochladen | Bauernhaus (1813/14)                           | G   | Eystrasse 52 608148 / 219034           | |
| 621  | BW   | Datei hochladen | Bauernhaus (1801)                              | G   | Oberdorfstrasse 33 609333 / 219294     | |
| 630  | BW   | Datei hochladen | Bauernhaus (1729/30)                           | G   | Lindenstrasse 6 609387 / 219436        | |
| 630  | BW   | Datei hochladen | Speicher (um 1730)                             | G   | Lindenstrasse 6a 609356 / 219443       | |
| 630  | BW   | Datei hochladen | Ehemaliges Ofenhaus (1. Hälfte 19. Jh.)        | G   | Lindenstrasse 6b 609344 / 219445       | |
| 684  | BW   | Datei hochladen | Bauernhaus (1789)                              | G   | Styglistrasse 1 608593 / 219212        | |
| 684  | BW   | Datei hochladen | Speicher (2. Hälfte 18. Jh.)                   | G   | Styglistrasse 1c 608614 / 219243       | |
| 707  | BW   | Datei hochladen | Bauernhaus (1801/02)                           | G   | Feldeggstrasse 7 609080 / 220080       | |
| 713  | BW   | Datei hochladen | Bauernhaus (1744)                              | G   | Eystrasse 42 608399 / 219118           | |
| 713  | BW   | Datei hochladen | Speicher (1611)                                | G   | Eystrasse 42b 608148 / 219034          | |
| 762  | BW   | Datei hochladen | Speicher (1757)                                | G   | Unterdorfstrasse 22a 609020 / 220321   | |
| 789  | BW   | Datei hochladen | Gasthof "Rössli" mit Ökonomieteil (1905)       | G   | Hauptstrasse 30 609096 / 219627        | |
| 821  | BW   | Datei hochladen | Bauernhaus (1762)                              | G   | Unterdorfstrasse 15 608905 / 220193    | |
| 821  | BW   | Datei hochladen | Speicher (1769)                                | G   | Unterdorfstrasse 15a 608893 / 220226   | |
| 829  | BW   | Datei hochladen | Stöckli (um 1850/60)                           | G   | Gotthelfstrasse 30 608792 / 219552     | |
| 876  | BW   | Datei hochladen | Bauernhaus (1774)                              | G   | Eystrasse 40 608396 / 219206           | |
| 882  | BW   | Datei hochladen | Speicher (1766)                                | G   | Niesenstrasse 15a 608484 / 218921      | |
| 912  | BW   | Datei hochladen | Brunnen (um 1815)                              | K   | Schlossstrasse N.N. 608335 / 220746    | |
| 912  | ja   | Datei hochladen | Gartenperistyl (um 1815)                       | G   | Schlossstrasse 19a 608359 / 220706     | |
| 912  | BW   | Datei hochladen | Kellerhaus (1. Viertel 19. Jh.)                | G   | Schlossstrasse 19b 608363 / 220773     | |
| 912  | BW   | Datei hochladen | Orangerie und Gartenanlage (1815)              | G   | Schlossstrasse 19c 608313 / 220819     | |
| 918  | BW   | Datei hochladen | Ehemaliges Bauernhaus (1798)                   | G   | Hasenmattstrasse 1 608936 / 220397     | |
| 959  | BW   | Datei hochladen | Anne Bäbi Jowäger-Speicher (1742)              | G   | Styglistrasse 49a 608778 / 218933      | |
| 1032 | BW   | Datei hochladen | Ehemaliges Käsehandelshaus (1869)              | G   | Weissensteinstrasse 45 608874 / 221166 | |
| 1049 | BW   | Datei hochladen | Speicher (1762)                                | G   | Unterdorfstrasse 17a 608972 / 220180   | |
| 1049 | BW   | Datei hochladen | Ehemaliges Bauernhaus (frühes 19. Jh.)         | G   | Unterdorfstrasse 19 608970 / 220213    | |
| 1168 | BW   | Datei hochladen | Speicher (1750)                                | G   | Blumenweg 4a 609065 / 220221           | |
| 1751 | BW   | Datei hochladen | Wohnstock (1860)                               | G   | Eystrasse 2 608691 / 219572            | |
| 1888 | BW   | Datei hochladen | Scheune (3. Viertel 19. Jh.)                   | G   | Hauptstrasse 16 609012 / 219814        | |
| 1903 | ja   | Datei hochladen | Eisenbahnbrücke über die Emme (1966)           | G   | Altwidefeld N.N. 608966 / 216378       | Bauingenieur war Heinz Isler Objekt liegt hälftig auf dem Gemeindegebiet von Utzenstorf (ID 1903) und Aefligen (ID 382) |
| 1918 | BW   | Datei hochladen | Scheune (1802/03)                              | G   | Schlossstrasse 21 608403 / 220770      | |
| 2158 | BW   | Datei hochladen | Wasserrad-Gebäude (19. Jh.)                    | G   | Hauptstrasse 21b 609034 / 219823       | |
| 2191 | BW   | Datei hochladen | Ehemaliges Küherstöckli und Ofenhaus (1748)    | G   | Schlossstrasse 15 608424 / 220736      | |
| 2530 | BW   | Datei hochladen | Energiezentrale der Papierfabrik (1954/55)     | G   | Papierfabrikareal 20 608238 / 221656   | |
| 2578 | BW   | Datei hochladen | Bauernhaus (1902)                              | G   | Oberdorfstrasse 4 609130 / 219509      | |
| 2619 | BW   | Datei hochladen | Ofenhaus/Stöckli/Speicher (1858)               | G   | Altwyden 19 608264 / 217210            | |